# Distretto di Lipsko
Il distretto di Lipsko (in polacco powiat lipski) è un distretto polacco appartenente al voivodato della Masovia.

## Geografia antropica

### Suddivisioni amministrative
Il distretto comprende 6 comuni.
- Comuni urbano-rurali: Lipsko
- Comuni rurali: Chotcza, Ciepielów, Rzeczniów, Sienno, Solec nad Wisłą